# Муромский заказник (Владимирская область)
Му́ромский зака́зник — государственный природный заказник федерального значения во Владимирской области.

## Расположение
Заказник расположен на территории Гороховецкого и Муромского районов Владимирской области по левому берегу реки Оки. Общая площадь территории Муромского заказника составляет 56,2 тыс. га.

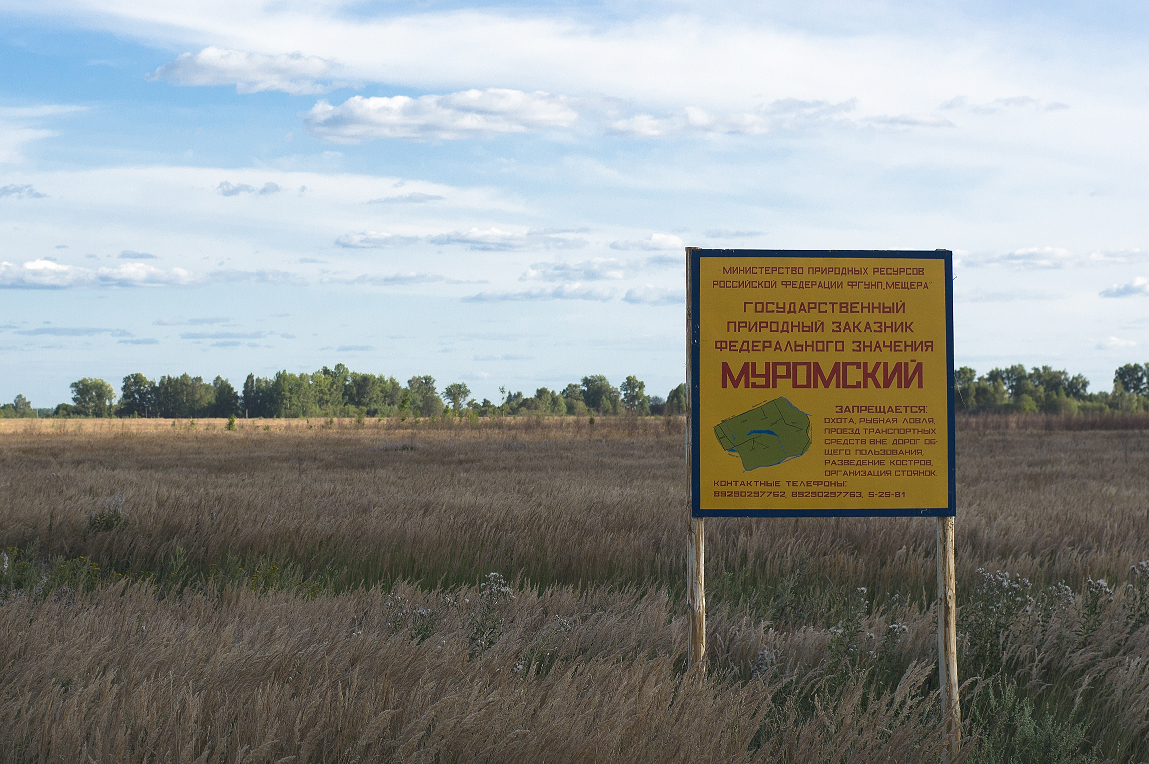
Информационный знак на границе Муромского заказника возле автодороги «Муром — „Волга“ — Реброво — Баландино»

### Границы заказника
Министерство природных ресурсов и экологии Российской Федерации установило для Муромского заказника следующие границы.
Если взять за точку отсчёта мост через реку Суворощь на автомобильной трассе Р76 Муром — Волга, то северная граница заказника идёт по левому берегу данной реки вниз по течению до того места, где Суворощь пересекает границу Владимирской и Нижегородских областей, находящееся в северо-восточном углу 32 квадрата Чулковского участкового лесничества Гороховецкого лесничества. Далее граница заказника идёт на юг по восточной и юго-восточной административной границе 32 квадрата Чулковского участкового лесничества, после чего по северной административной границе 3 квадрата Быкасовского участкового лесничества Гороховецкого лесничества. Затем граница заказника идёт по «лесенке», основанной на восточных границах 3, 5, 8, 11, 21, 31, 39, 47, 56, 65, 72, 79 квадратов и северных границах 3, 20, 21 и 56 квадратов Быкасовского участкового лесничества Гороховецкого лесничества. Таким образом граница заказника доходит до юго-восточного угла 79 квадрата Быкасовского участкового лесничества, после которого она совпадает с административной границей Владимирской и Нижегородской областей. После юго-восточного угла 87 квадрата граница заказника идёт на юго-запад по границе 11 квадрата Вишенского участкового лесничества Гороховецкого лесничества, проходит по территории ПСК «Новая жизнь», включая деревню Липовка, и доходит до юго-восточного угла 93 квадрата Быкасовского участкового лесничества. С этого места граница Муромского заказника идёт по реке Чуче до юго-западного угла 92 квадрата Быкасовского участкового лесничества, после которого поворачивает на юг и движется по лугам (озёра Воложка и Хныка к заказнику не относятся). Затем граница направляется в сторону левого берега реки Оки, доходит до устья старицы «Жайская Лука» и следует по её левому (северному) берегу до места истока. От истока граница Муромского заказника идёт по левому берегу реки Оки до места пересечения административных границ Вачского района Нижегородской области, Муромского и Гороховецкого районов Владимирской области, затем на юго-запад по озёрам, не имеющим названий, по озеру «Весное» и по границе чересполосного участка ТОО «Клинское» Вачского района Нижегородской области. Далее граница Муромского заказника идёт по левому берегу реки Оки, по границе ТОО «Приокское» Муромского района Владимирской области и ТОО «Клинское» Вачского района Нижегородской области, после чего по границе чересполосного участка АО «Нижегородский машиностроительный завод» доходит до реки Оки. Затем граница Муромского заказника идёт против течения посередине реки Оки в южную сторону до устья реки Мотра, после чего по правому берегу реки Мотра доходит до автомобильного моста через реку Мотра. От моста граница Муромского заказника идёт на запад по дороге до деревни Пенза, после чего поворачивает на северо-восток и идёт вдоль автомобильной дороги Р76 Муром — Волга через деревню Ольгино, сёла Татарово и Фоминки, деревню Просье до моста через реку Суворощь.
На местности по периметру границы Муромского заказника установлены специальные информационные знаки.

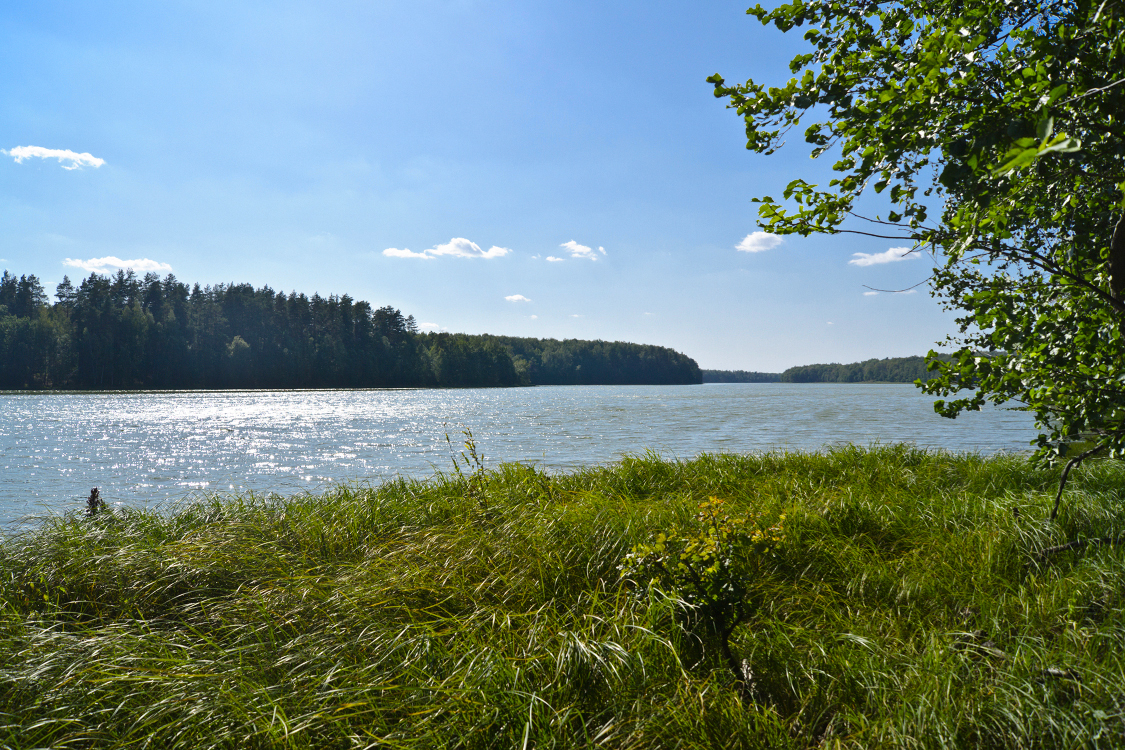
Отдельный охранный объект Муромского заказника: ландшафтный памятник природы приокской поймы — озеро Виша

### Особенности географического расположения заказника
Во Владимирской области насчитывается несколько природных округов, в том числе Ковровско-Касимовское плато, находящееся в Окско-Клязьминском междуречье, расположенном к востоку от рек Колпь и Судогда. В округе имеется три физико-географических района, в том числе Нижнеокская древнеаллювиальная низина. Заказник частично расположен в данной Нижнеокской древнеаллювиальной низине, а также на прилегающих участках поймы реки Оки. Поэтому заказник включает в себя всё разнообразие природных условий Окско-Клязьминского междуречья.
В заказнике «Муромский» имеется отдельный охраняемый объект — озеро Виша, являющееся памятником природы с большим разнообразием флоры и фауны.

## Описание

### Назначение
Муромский заказник организован 25 сентября 1964 года. Он имеет комплексное значение, но больше всего направлен на сохранение и восстановление численности выхухоли, занесенной в Красную Книгу Российской Федерации, и других редких представителей животного мира, в том числе находящихся под угрозой вымирания. Кроме того, на территорию заказника были завезены европейские зубры, которые здесь успешно дают потомство.

### Географические характеристики

#### Ландшафт

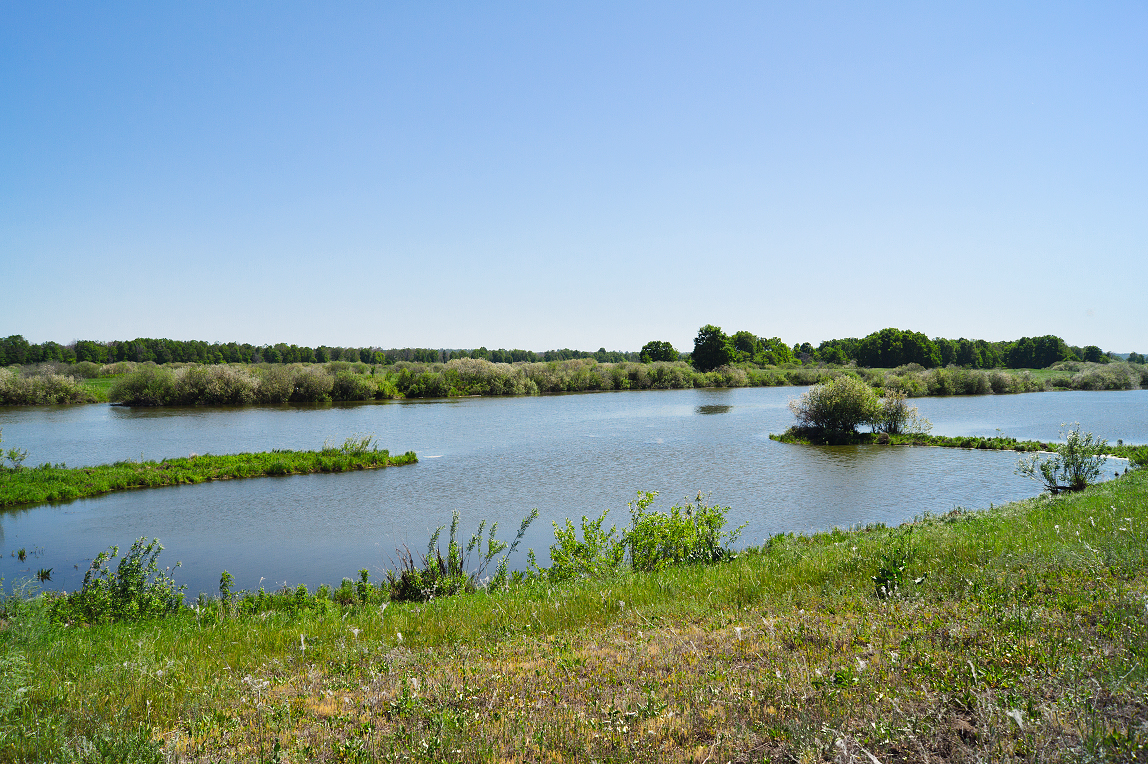
Характерный пример старицы — озеро Веловощ. К югу от д. Михайловка, Муромский район

В отношении географии заказник расположен на плоской равнине.
Имеются песчаные холмы и болотные низины (в разных частях заказника).
Достаточно большую площадь заказника занимают зандровые равнины, принадлежащие к внешней зоне ледникового комплекса и сложенные слоистыми осадками ледниковых вод, в том числе песками, мощность которых достигает 20 метров. В местах скудной растительности пески перевеиваются.
Водоразделами на территории заказника служат гряды незначительных по высоте холмов и зандровые равнины. Вдоль них располагается широкая полоса аллювиально-зандровых равнин. Как и зандровые, они сложены из песков мощностью около 10 метров.
Официально абсолютные отметки на территории заказника достигают 80 — 95 метров, однако в районе села Татарово и деревни Свято отмечена высота над уровнем моря выше 100 метров.
Пойма реки Оки достигает в ширину 8 километров и представляет собой песчаную равнину с невысокими грядами и гривами, сложенную с поверхности суглинками (разнозернистый песок с гравием и галькой), глинами с прослойками песка и супеси. По мере удаления от реки Оки поверхность поймы выравнивается.
На территории заказника помимо заболоченных понижений имеется множество узких и иногда длинных озёр, представляющих собой старицы, то есть брошенное русло реки Оки. Некоторые из них имеют характерный вид, например, Старица в районе деревни Ивачево и озеро Веловощ к югу от деревни Михайловка. Старица, Веловощ, Мичкарь и многие другие старические озёра соединены с Окой узкими протоками, русла некоторых могут пересыхать и вновь наполняться водой в весенний период.
В сезон половодья под водой оказывается значительная часть заказника. Впрочем, после осушения в XX веке многих болот на территории Муромского заказника паводок не столь масштабен.

#### Почва
Муромский заказник не отличается высокоплодородной почвой. На низменных равнинах почвы в основном дерново-слабозолистые, бедные гумусом и другими питательными для растений веществами. В целом преобладают супесчаные почвы.
В восточной части заказника преобладают бедные песчаные дерново-слабоподзолистые почвы, в западной части к песчаным добавляются супесчаные и неполно развитые песчаные подзолы.
В северной части заказника имеются вполне значительные запасы торфа. Глубина его залегания чуть менее 1 метра, а ширина слоя около 4 метров. В жаркие засушливые годы случались торфяные пожары. В районе деревни Реброво торф горел изнутри много лет, вследствие чего произошло незначительное проседание грунта и образовалось заболоченное озеро больше километра в диаметре. Однако за несколько лет вода постепенно ушла, и торф вновь начал тлеть с выделением едкого дыма.

#### Климат

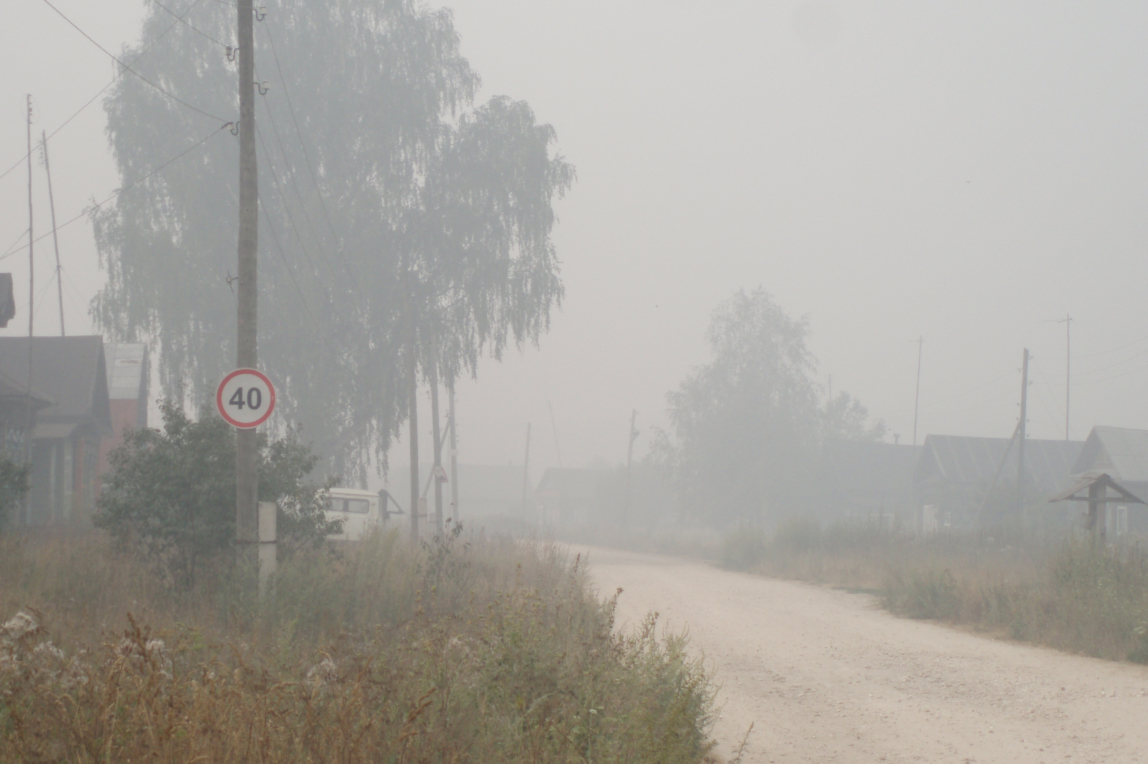
Что касается засух, исключение в правила внесло аномально жаркое и сухое лето в 2010 году. Фотография сделана в полдень. Смог и дым от нижегородских пожаров стояли над заказником несколько недель

Заказник расположен в зоне умеренно континентального климата, для которого характерно умеренно тёплое лето, холодная и богатая снегом продолжительная зима, облачная и часто дождливая весна и относительно тёплая осень. Частых и периодических засух, суховеев и ливневых дождей обычно не наблюдается. Среднегодовая температура составляет +3,4 градуса.
Из архивов Муромской метеостанции следует, что ветра преобладают юго-западного направления.
В зимний период почва промерзает до 50 см в лесу и до 1,7 м на открытой местности.
Снежный покров устанавливается в период с 7 ноября по 30 декабря (в среднем 25 ноября), сходит в период с 26 марта по 20 апреля, а за среднее значение принято считать 7 апреля. То есть снежный покровов имеет продолжительность 145 дней и максимальную среднюю высоту в 45 см в первой декаде марта. Самым холодным месяцем является февраль со средней температурой −11 градусов.
Заморозки заканчиваются в период с 15 апреля по 13 июня, в среднем значении — 14 мая. Безморозный период длится 129 дней, а вегетационный, естественно, немного короче — 112 дней. Самый тёплый месяц безморозного периода — июль со средней температурой воздуха в +19,3 градуса.
Среднегодовое количество осадков в жидком эквиваленте составляет 588 мм. Больше трети из них приходится на лето.

#### Гидрология
На территории заказника гидрологическая сеть имеет протяжённость свыше 80 километров. Её определяют левые притоки реки Оки, в том числе реки Мотра и Суворощь (поймы которых заболочены), озёра Мичкарь (именуемое так же, как Мичкур, а на официальных картах Чинхир), Уга, Карашево, Свято, Виша, Коломище, Боровое, Двойки, Веловощ (Беловощ), Мочилки, Иловец и другие. Площадь основных озёр составляет 341.66 га. В сеть так же входят многие болота поймы реки Оки. Площадь морской акватории составляет более 700 га.
Весной водоёмы поймы затапливаются и соединяются с рекой Окой. В течение лета уровень воды в озёрах понижается и они быстро зарастают травянистой растительностью. В настоящий момент некоторые озёра превратились в сырые луга или болотистые понижения, а многие разделились на несколько водоёмов, которые соединяются между собой только при повышении уровня воды (в основном во время весеннего паводка).
На территории заказника имеется множество болот, как низинных (преимущественно в пойме реки Оки и в безлесой части заказника), так и верховых. Некоторые болота уже полностью заросли и практически превратились в луга, другие только начинают зарастать осокой, хвощём, рогозом, тростником, телорезом и другой растительностью.

#### Лесные богатства и растительность

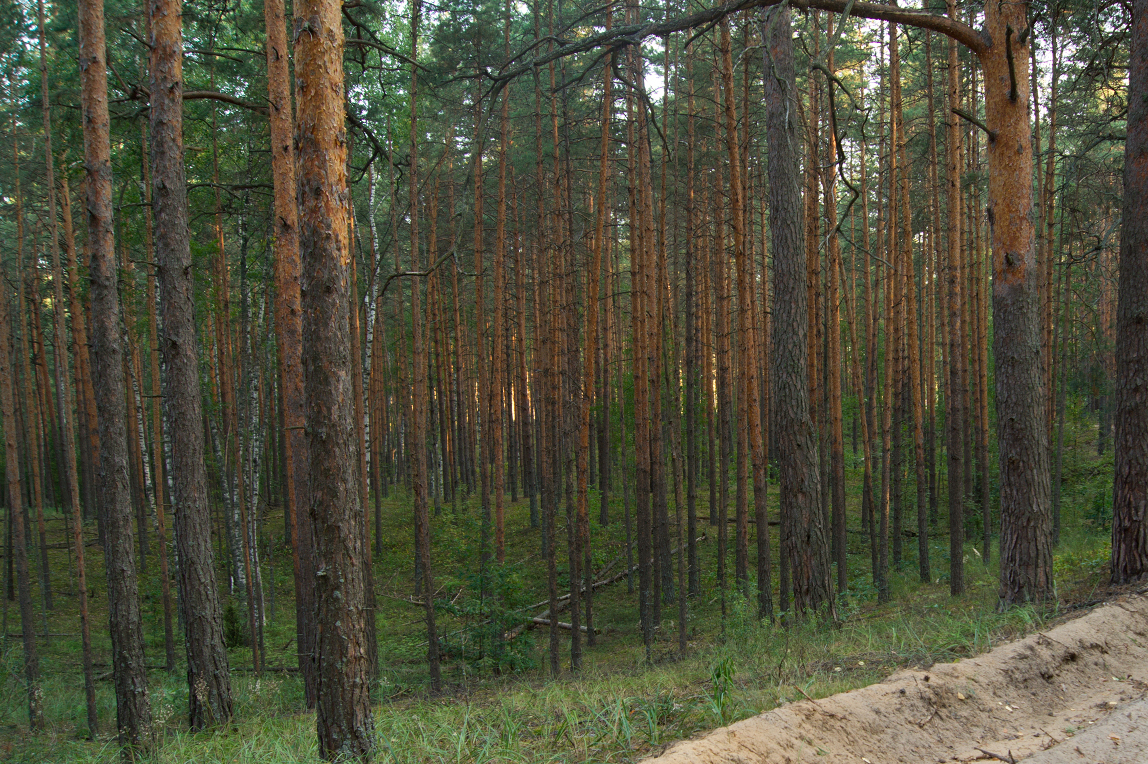
Сосновый бор между озером Лещёвое и деревней Полесково

В центральной и северной части заказника «Муромский» доминирует сосновый бор.
Лишайниковые боры и боры верещатники сосредоточены на вершинах холмов и дюн, сложенных песками. В глубоких понижениях рельефа произрастают сильно заболоченные сфагновые сосняки. Сосновыми лесами так же покрыты слаборасчленённые водоразделы и сухие песчаные пространства. На пологих склонах и ровных участках, в том числе на плоских вершинах, сосновые боры имеют хорошо развитый моховой покров с плантациями брусники и черники.
Кроме соснового бора на территории заказника в разных его частях встречаются небольшие участки ельника, как дикорастущего, так и посаженного на месте вырубок.
Муромский заказник входит в подзону хвойных лесов южной части тайги.
Имеются так же смешанные леса, а в пониженных формах рельефа часто встречаются леса берёзовые. На переувлажнённых участках террас встречаются Дубравы.
Помимо лесов значительную часть занимают луга, на которых в значительной мере преобладают злаки, а на увлажнённых участках осоки.

#### Сельское хозяйство и населённые пункты на территории заказника

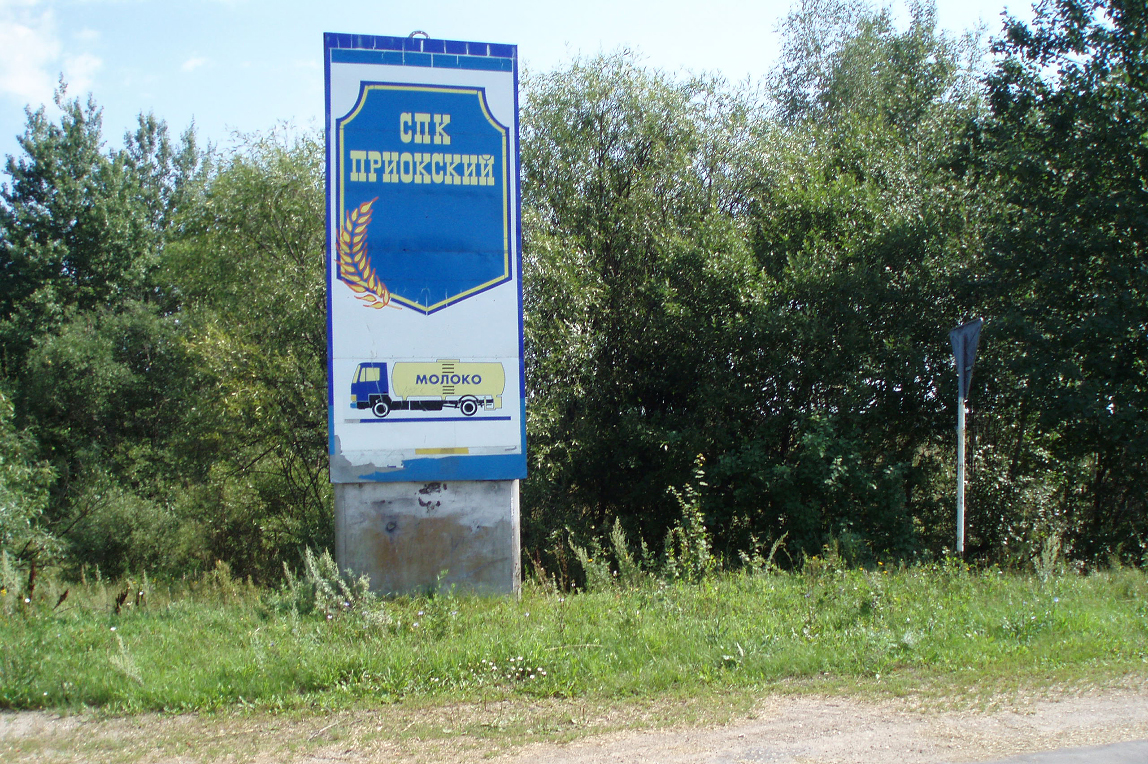
Предприятие СПК «Приокское» расположено в селе Польцо Муромского района Владимирской области

На территории Муромского заказника на его пахотных землях и лугах имеются три сельскохозяйственных предприятия: СПК «Приокское», «Фоминское», колхоз «Новая жизнь». Многие поля, использовавшиеся ещё в 80-х годах XX века (например, в районе деревень Реброво, Баландино) давно были заброшены и к настоящему времени заросли молодым берёзовым лесом. Там, где распашка земель производится и по сей день (например, в районе села Польцо, деревень Боровицы, Сафоново и Захарово), выращивается рожь, пшеница, ячмень, овёс и картофель, а в качестве корма для животных — горох, вика и кукуруза. Заказник упоминается в книге М. Н. Загоскина Юрий Милославский или Русские в 1612 году, а именно как Тёплый Стан боярина Шалонского.

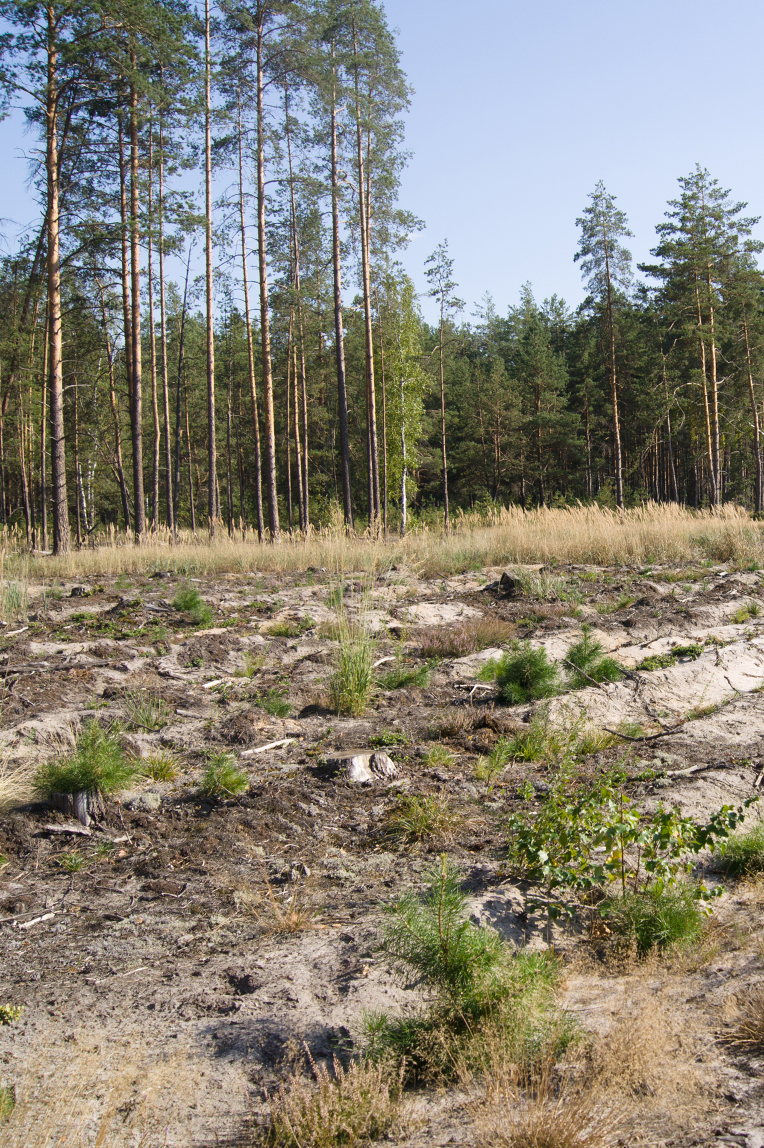
Посадки молодых сосёнок на месте вырубки леса между деревнями Вамна и Зимёнки

Различные участки леса закреплены за Гороховецким лесхозом (Фоминское и Быкасовское лесничество), Гороховецким межколхозным лесхозом (Вишенское лесничество), Муромским сельхозом, Селивановским лесхозом (Чаадаевское лесничество).
Круглогодично на территории заказника проживают 3902 человека в 41 населённом пункте:
- д. Алешунино
- д. Баландино
- д. Боровицы
- д. Борок
- д. Быкасово
- д. Вамна
- д. Гончары
- д. Горловка
- д. Захарово
- д. Зимёнки
- д. Ивачево
- д. Истомино
- д. Красный Бор
- д. Липовка
- д. Лисино
- д. Мартыново
- д. Михайловка
- д. Моисеевка
- д. Новцо
- д. Ожигово
- д. Осинки
- д. Павликово
- д. Пенза
- д. Повалихино
- д. Полесково
- с. Польцо
- д. Починки
- д. Пробуждение
- д. Рассвет (Огрызково)
- д. Растригино
- д. Реброво
- д. Рождествено
- д. Сафоново
- д. Свято
- д. Сельцо
- д. Сосницы
- д. Тараново
- с. Татарово
- с. Фоминки
- д. Черненково
- д. Чудская
- д. Шумилиха

Самый крупный населённый пункт — село Фоминки (1708 постоянных жителей). В селе Татарово проживает 422 человека, в селе Польцо 399 человек, в деревне Быкасово 354 человек. Остальные населённые пункты представляют собой деревни с населением от 7 до 100 человек. За последние годы численность населения в деревнях и сёлах Муромского заказника резко сократилась, некоторые деревни на текущий момент уже официально стали нежилыми, но некоторые из них используются дачниками из Нижнего Новгорода, Москвы, Гороховца и других городов и областей.
В хозяйствах на территории заказника учтено 2590 голов крупнорогатого скота.
Вопреки положению о заказнике, запрещающему рубку леса, лесхозы и лесничие занимаются крупномасштабной заготовкой древесины. К счастью, на вырубках производится посадка саженцев сосны, иногда ели и лиственницы. Посадки молодых сосёнок часто становятся кормом для лосей.

### Животный мир заказника

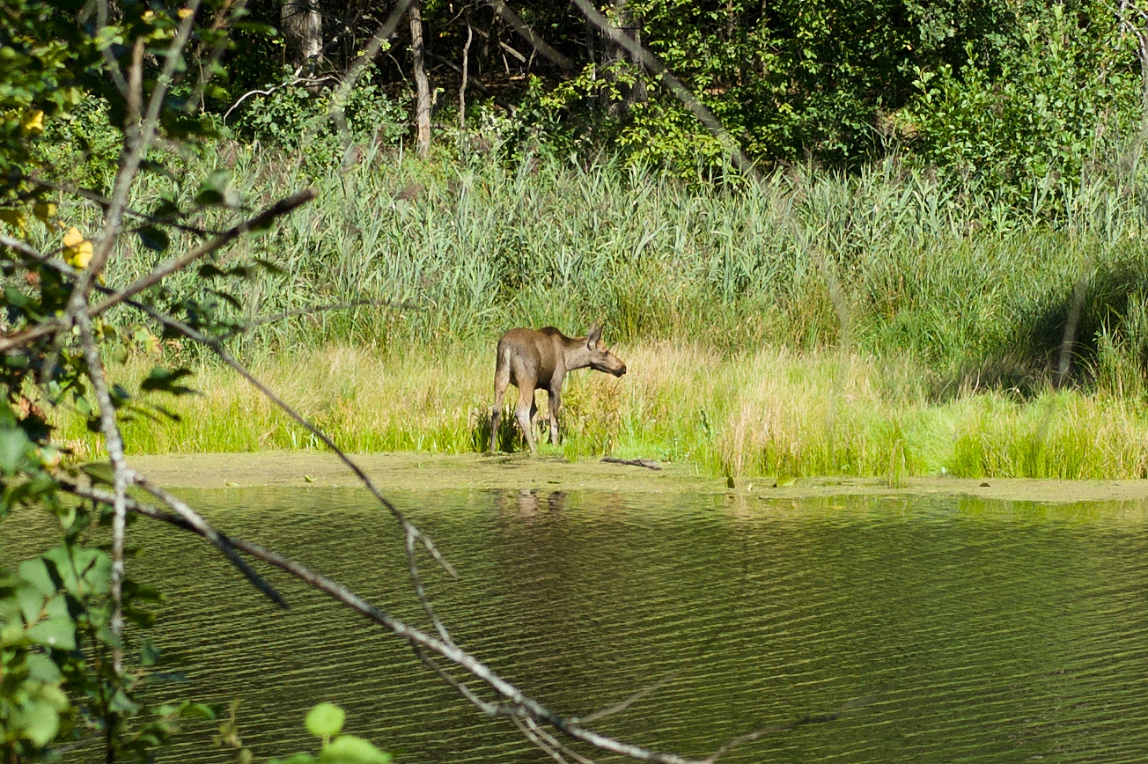
Прогуливаясь по Муромскому заказнику, можно встретить с большой вероятностью в первую очередь кабана, зайца, лису, белку, а также лося, как этого на берегу реки Виша

На территории заповедника учтено несколько сотен пар выхухолей и несколько десятков бобровых поселений.
Есть большая вероятность встретить хоря чёрного, белку, кабана, ондатру, зайца-русака, лисицу, выдру, зубра и лося.
Так же здесь обитают хорь белый, норка, куница, ласка, горностай, зайцы-беляки, енотовидная собака и барсук. Есть свидетельства о заходе волков, однако постоянно они здесь не проживают.
Из птиц часто можно встретить глухаря, тетерева, ястреба-тетеревятника, перепела, болотного луня, серого журавля, уток, уток-крякв и, конечно, обычных серых ворон и гусей.
Так же здесь встречаются бекас, рябчик и серая куропатка, гнездятся шилохвость, дупель, кулик, свиязь, чирки-свистуны, кроншнеп большой, вальдшнеп.

### Археология
На территории Муромского заказника по результатам раскопок археологов Владимиро-Суздальского музея-заповедника в 1978 году были обнаружены стоянки эпохи неолита — последней стадии каменного века, датированного тысячами лет до нашей эры.
На некоторых стоянках были найдены включения угля, гумусированный песок, кости животных и рыб, различного рода керамика, кремнёвые наконечники стрел, обломки сосудов, ножи, скребки, долота, тесла, топора, резцы и другие инструменты и орудия.
Первая стоянка Голянин Бор 1 периода неолита расположена в 1 км к северо-западу от деревни Алешунино и имеет площадь около 144 квадратных метра. Недалеко от этого места начинается вторая стоянка Голянин Бор 2 периода неолита с большей площадью — около 2000 квадратных метров.
Остальные стоянки вплоть до десятой так же расположены в Голянином Бору. Помимо них найдены другие стоянки, получившие название Вишские. Они расположены в основном по северу от деревни Алешунино и имеют площадь несколько сот квадратных метров каждая, а некоторые — более полутора тысяч.
В 300 метрах к западу от деревни Захарово (Муромский район) расположен Курганский могильник. Возможно, он представляет собой кладбище средневекового финно-угорского (муромского) населения, испытавшего славянское влияние.
В районе деревни Пенза обнаружено поселение площадью около 900 квадратных метров, получившее название «Большое Моцкое». Предположительно периода мезолита, неолита и эпохи бронзы.
Ещё одна стоянка неолита была обнаружена в 800 метрах к западу от деревни Истомино (Гороховецкий район).
Керамика и прочие предметы эпохи бронзы были найдены к югу-западу от деревни Осинки (Гороховецкий район).
И, наконец, три поселения обнаружено в деревне Рождествено (Гороховецкий район) — два эпохи бронзы и одно эпохи неолита.

## Надзор

### Охрана территории
С 3 марта 2011 года охрану территории Муромского заказника и мероприятия по сохранению биологического разнообразия и поддержанию в естественном состоянии охраняемых природных комплексов и объектов осуществляет федеральное государственное учреждение "Национальный парк «Мещёра».
По периметру заказника установлена охранная зона шириной 500 м. В непосредственной близости от заказника расположены 9 населённых пунктов.

В 2010 и 2011 годах среди жителей некоторых населённых пунктов, расположенных на территории заказника, распространились слухи о ликвидации заказника и переформировании его в национальный парк. В администрацию области был отправлен письменный запрос, на который пришёл ответ, что эти слухи не имеют ничего общего с действительностью. Многие местные жители, в том числе и коренные, затрудняются ответить на вопрос, на территории какого заказника они проживают, для какой цели создан заказник и кто осуществляет контроль за соблюдением федерального положения.

### Запрещённые виды деятельности на территории заказника
На территории заказника под запретом следующие виды деятельности:
- заготовка древесины (за исключением заготовки древесины гражданами для собственных нужд);
- проведение сплошных рубок леса, за исключением связанных со строительством, реконструкцией и эксплуатацией линейных объектов, осуществляемых в соответствии с настоящим положением;
- все виды рубок леса в радиусе 300 метров от границ водных объектов, за исключением выборочных санитарных рубок;
- промысловая, спортивная и любительская охота;
- промышленное рыболовство;
- любительское и спортивное рыболовство вне водных объектов и их частей, определённых Минприроды России;
- все виды рыболовства с использованием сетевых орудий лова;
- заготовка живицы;
- проведение гидромелиоративных и ирригационных работ без согласования с Минприроды России;
- распашка земель в радиусе 100 метров от границ водных объектов;
- выпас скота в радиусе 200 метров от границ водных объектов;
- применение ядохимикатов и химических средств защиты растений;
- создание объектов размещения отходов производства и потребления, радиоактивных, химических, взрывчатых, токсичных, отравляющих и ядовитых веществ;
- предоставление земельных участков (кроме находящихся в границах населенных пунктов) для индивидуального жилищного строительства;
- интродукция живых организмов в целях их акклиматизации;
- осуществление рекреационной деятельности (в том числе организация мест отдыха и разведение костров) за пределами специально предусмотренных для этого мест;
- проезд и стоянка автомототранспортных средств вне дорог общего пользования;
- движение маломерных судов в пойменных водоемах (кроме маломерных судов государственных органов, осуществляющих охрану территории заказника, а также контроль и надзор в области организации и функционирования особо охраняемых природных территорий федерального значения);
- иные виды деятельности, влекущие за собой снижение экологической ценности данной территории или причиняющие вред охраняемым объектам животного мира и среде их обитания.[8]

### Несоблюдение федерального положения и промысел запрещёнными видами деятельности

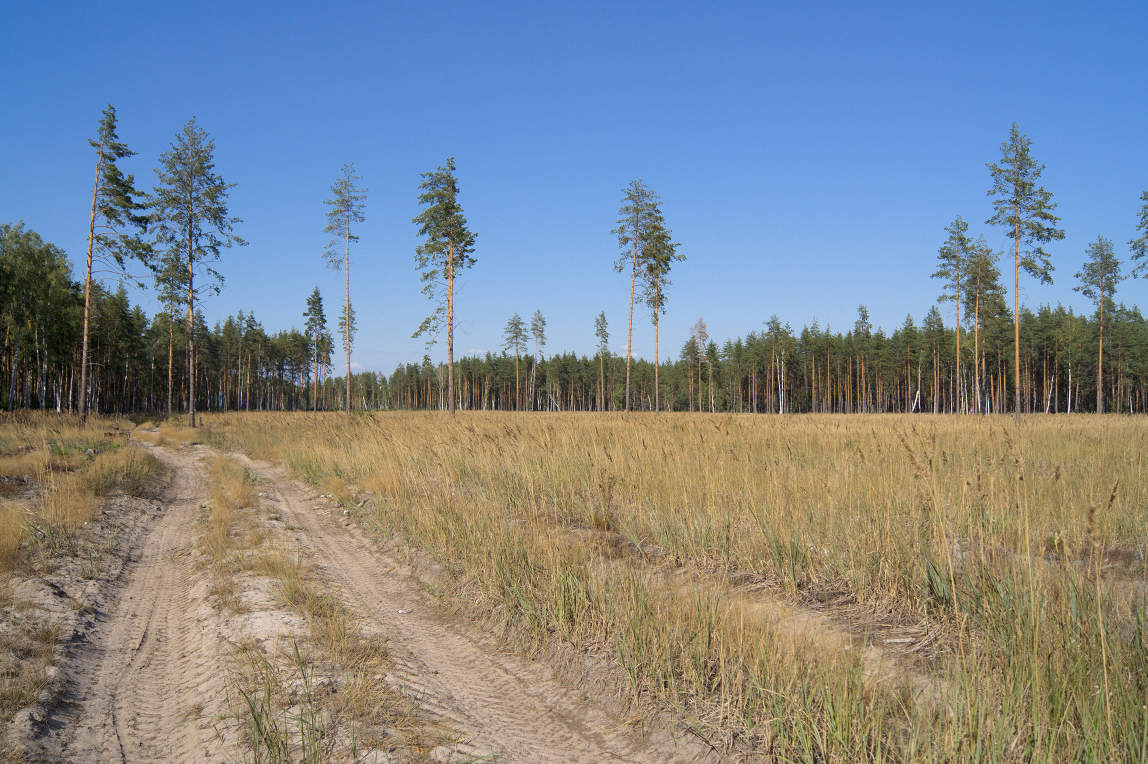
Каждый такой участок вырубленного леса имеет площадь в среднем от 40 тысяч до 200 тысяч квадратных метров, а всего число таких вырубок на территории заказника исчисляется десятками и их число продолжает увеличиваться. Мало кто верит, что это санитарные вырубки

По информации коренных жителей населённых пунктов, находящихся в пределах границ заказника, имеет место хроническое несоблюдение положения о Муромском федеральном заказнике. В частности, в заказнике практически круглогодично на протяжении многих лет происходит массовая рубка леса с целью продажи и получения прибыли, зачастую не являющаяся санитарной рубкой или заготовкой древесины гражданами для собственных нужд. Кроме того, В районе деревни Быкасово проводилась заготовка живицы (смолы).

## Экология

### Экологическая тропа «Аптекарский огород» в д. Алешунино
На территории Муромского заказника поставлена задача развития экологического туризма. Это стало одной из целью создания проекта «Друзья заповедного леса». Были произведены экологические анализы, изучены объекты среды, издревле почитаемые местным населением. Использовались материалы местного фольклора и широкий краеведческий материал. Результатом проделанной работы стал этно-экологический туристический маршрут «Аптекарский огород», направленный на изучение лекарственных и природных ресурсов особо охраняемой природной территории. Маршрут имеет протяжённость 1 км, начинается на границе деревни Алешунино и тянется до участка леса на берегу озера Виша, издревле называемого Галяминым бором. По этому маршруту встречаются различные участки леса (хвойные, смешанные, дубравы и широколиственные), различного рода луга (заливные и суходольные), агросистемы и малые водоёмы. При прохождении этого маршрута акцент делается на демонстрации изобилия лекарственных ресурсов среди встречаемой по пути растительности. При этом особое внимание посетителей маршрута обращается на то, что во время экскурсии возможно только изучение и знакомство с растениями, но не их сбор, так как это запрещают правила особо охраняемой природной территории.

### Экологическое просвещение
В школе в деревне Алешунино открыт музей Николая Алексеевича Некрасова. В экспозициях этого музея большое внимание уделено охране и сохранению природы родного края.
Эколого-просветительская работа проводится с учащимися и в других школах различных населённых пунктов, расположенных на территории заказника «Муромский».

### Некоторые результаты оценки здоровья окружающей среды
На территории заказника была произведена оценка здоровья окружающей среды наземных экосистем, которая проводилась по оценке стабильности развития популяций берёзы повислой (Betula pendula).
Были совершены 26 тысяч измерений (по 10 измерений на 10 листьях с 10 деревьев в каждом из 26 квадратов). Используя методологию оценки здоровья среды по Захарову было установлено, что в 22 квадратах для растений складываются благоприятные условия произрастания, то есть всё соответствует норме. В 4 квадратах установлено слабое влияние неблагоприятных факторов на растения окружающей местности. Однако, в 4 точках на исследуемой территории (село Татарово, село Польцо Муромского района и село Фоминки, деревня Зимёнки Гороховецкого района) были выявлены значительные изменения в состоянии растений. Эти изменения обусловлены наличием таких стрессовых факторов, как асфальто-битумный завод в селе Татарово, близость автодороги межрегионального значения Р76 Муром — Волга и производство активированного угля в селе Фоминки.
По результатам всех исследований сделан вывод, что в целом качество среды в Муромском заказнике благоприятное и составляет 85 %.